# Marsh Nunatak
Marsh Nunatak är en nunatak i Antarktis. Den ligger i Östantarktis. Australien gör anspråk på området. Toppen på Marsh Nunatak är 1 855 meter över havet.
Terrängen runt Marsh Nunatak är lite kuperad, och sluttar brant österut. Trakten är obefolkad. Det finns inga samhällen i närheten. 